# Rokoči
Rokoči (cyr. Рокочи) – wieś w Czarnogórze, w gminie Cetynia. W 2011 roku liczyła 45 mieszkańców.